# Luc Bourgeois

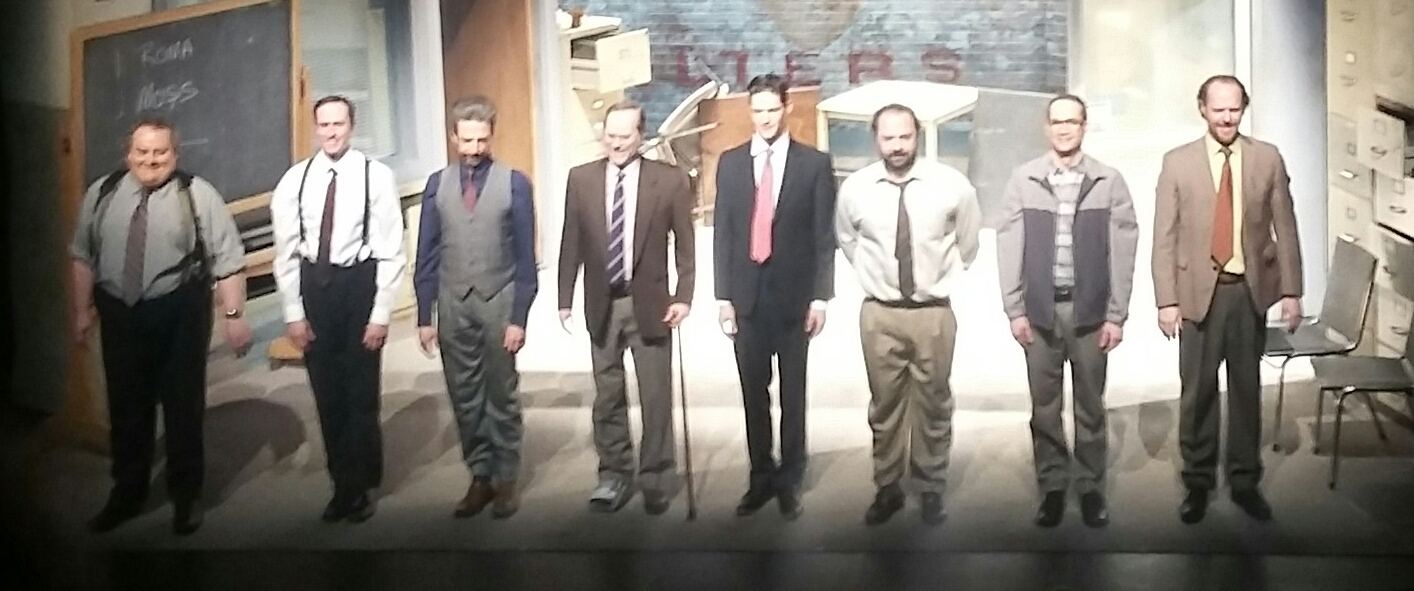
Luc Bourgeois avec les acteurs de Glengarry Glen Ross dans le théâtre du Rideau-Vert.

Luc Bourgeois est un acteur québécois, né à Blainville. Il est également l'un des cofondateurs du Petit Théâtre du Nord.

## Biographie
Luc Bourgeois fait ses débuts à la télévision en interprétant Hervé Duguay dans la série jeunesse Radio Enfer. Depuis septembre 2010, il remplace Guy Jodoin pour interpréter Luc Desmarais dans le série dramatique Tactik, aux côtés de Valérie Blais et Frédérique Dufort. Il joue aussi dans quelques publicités, dont celles de Nissan.

## Filmographie
- 1995-2001 : Radio Enfer : Hervé Duguay
- 1998-2006 : Macaroni tout garni : Rémi Lamy
- 2010 : Tactik : Luc Desmarais
- 2014 : Au secours de Béatrice : Dr. Pascal Jodoin
- 2019: Marika : Paul Lazure
- 2023 : Mégantic : Guy Lavigne
- 2022 : L'Échappée : Me Amédée Jouvrot

## Au théâtre
- 2011-2012: Il campiello par le théâtre de l'Opsis: Il cavaliere
- 2016: "Glengarry Glen Ross par le Théâtre du Rideau-Vert: Williamson

## Récompenses et nominations
Nominations
- 2001 : Prix Gémeaux : Meilleure interprétation rôle de soutien : jeunesse pour Macaroni tout garni
- 2002 : Prix Gémeaux : Meilleure interprétation premier rôle : jeunesse pour Macaroni tout garni
- 2004 : Prix Gémeaux : Meilleure interprétation rôle de soutien : jeunesse pour Macaroni tout garni

Récompense
- 2003 : Prix Gémeaux : Meilleure interprétation premier rôle : jeunesse pour Macaroni tout garni